# Залесе-Барцинське
Залесе-Барцинське (пол. Zalesie Barcińskie, нім. Kiehnshof) — село в Польщі, у гміні Барцин Жнінського повіту Куявсько-Поморського воєводства.
Населення — 96 осіб (2011).
У 1975-1998 роках село належало до Бидгощського воєводства.

## Демографія
Демографічна структура станом на 31 березня 2011 року:
|          | Загалом | Допрацездатний вік | Працездатний вік | Постпрацездатний вік |
| -------- | ------- | ------------------ | ---------------- | -------------------- |
| Чоловіки | 49      | 4                  | 42               | 3                    |
| Жінки    | 47      | 11                 | 29               | 7                    |
| Разом    | 96      | 15                 | 71               | 10                   |